# ألوكر

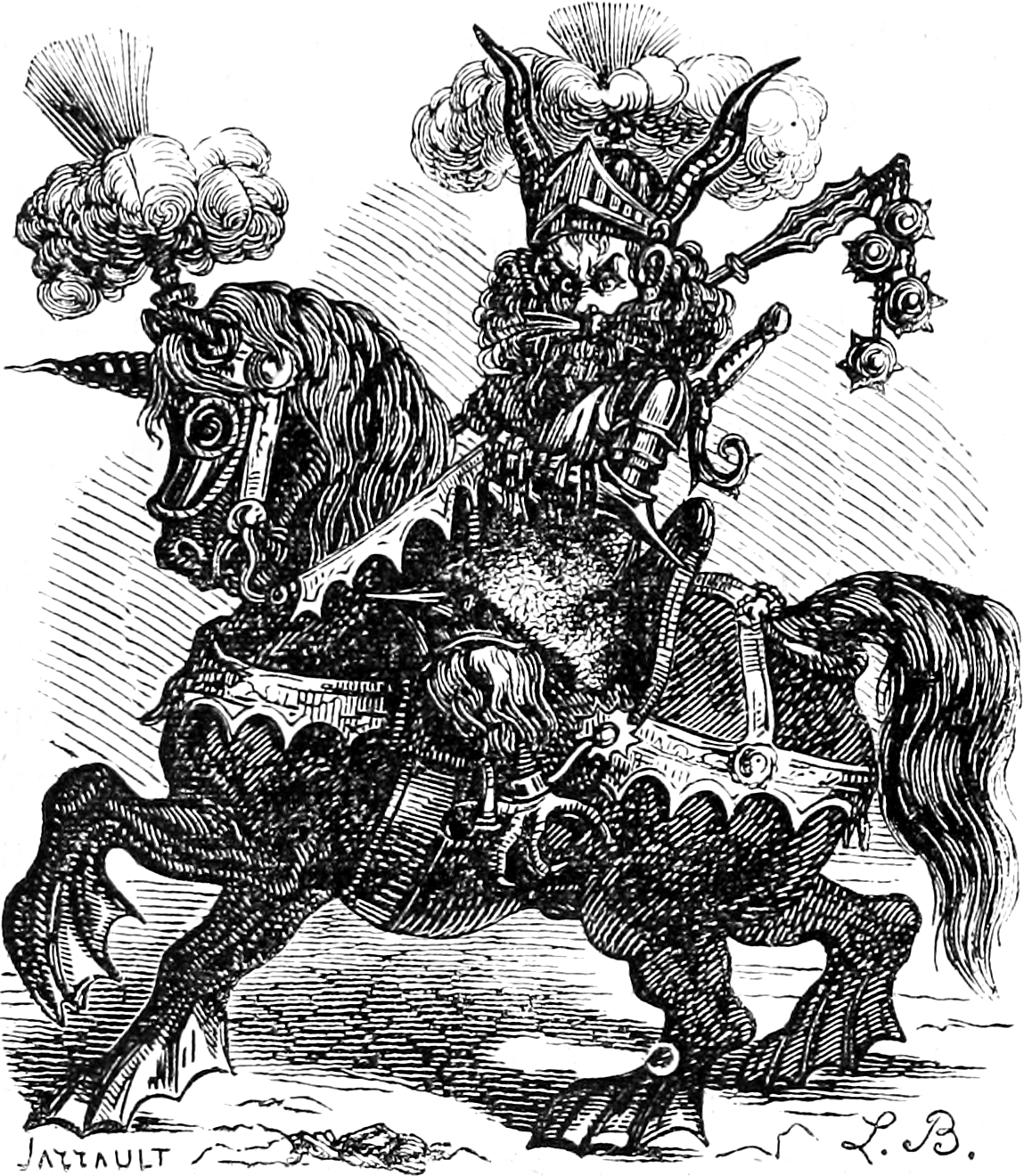
رسم تخيّلي لألوكر

ألوكر (بالإنجليزية: Alocer) هو شيطان يلقب باسم «دوق الجحيم العظيم» وله ستة وثلاثون جحافل من الشياطين تحت قيادته. يُحفّز الناس على الفجور ويعلم الفنون وجميع أسرار السماء. وصفهُ يوهان واير «بأنه يظهر على شكل فارسٍ مثبتٍ على حصان هائل.» لدى وجههِ خصائص ليونين؛ ولديه أيضًا «بشرة رديئة» وعينان محترقتان ويتحدث بجاذبية؛ ويُقال أنه يقوم بتعليم الناس علم الفلك والفنون الحرة. غالبًا ما يصور ألوكر وهو يركب حصانًا له أرجل تنين.